# Opći izbori u Urugvaju 1989.
Opći izbori u Urugvaju 1989. održani su 26. listopada 1989., a na njima se istovremeno birao predsjednik i zastupnici u Urugvajskom parlamentu. Na izborima je uvjerljivo pobijedila Narodna stranka, a za novog je predsjednika izabran Luis Alberto Lacalle.
Ovi izbori su bili tek treći po redu u 20. stoljeću na kojima je Narodna stranka pobijedila Colorado.

## Ishod izbora
| Stranka/frakcija                   | Kandidat                | Glasovi   | %       | Senat | Zastupnički dom |
| ---------------------------------- | ----------------------- | --------- | ------- | ----- | --------------- |
| Narodna stranka                    | Ukupno                  | 765.990   | 37,25%  | 12    | 39              |
| “Herrerismo-Renovación y Victoria” | Luis Alberto Lacalle    | 444.839   | 21,63%  | 8     | –               |
| “En Defensa de la Nación”          | Carlos Julio Pereyra    | 218.656   | 10,63%  | 3     | –               |
| “Por la Patria”                    | Alberto Zumarán         | 101.046   | 4,91%   | 1     | –               |
| Lema                               | –                       | 1.449     | 00,07%  | –     | –               |
| Colorado                           | Ukupno                  | 596.964   | 29,03%  | 9     | 30              |
| “Batllismo”                        | Jorge Batlle            | 291.944   | 14,20%  | 5     | –               |
| “Unión Colorada y Batllista”       | Jorge Pacheco Areco     | 289.222   | 14,06%  | 4     | –               |
| "Batllismo Unido"                  | Hugo Fernández Faingold | 14.482    | 00,70%  | –     | –               |
| Lema                               | –                       | 1.316     | 00,06%  | –     | –               |
| Široki front                       | Liber Seregni           | 418.403   | 20,35%  | 7     | 21              |
| Stranka građanske vlade            | Hugo Batalla            | 177.453   | 08,63%  | 2     | 9               |
| Zelena stranka                     | Rodolfo V. Tálice       | 10835     | 00,53%  | 0     | 0               |
| Pokret pravde                      | Bolívar Espínola        | 441       | 00,02%  | 0     | 0               |
| Radnička stranka                   | Vital Andrada           | 310       | 00,02%  | 0     | 0               |
| Stranka sklada                     | Nancy Espasandín        | 190       | 00,01%  | 0     | 0               |
| Važeći listići                     | –                       | 1.970.586 | 95,83%  | –     | –               |
| Prazni listići                     | –                       | 64.284    | 3,13%   | –     | –               |
| Nevažeči listići                   | –                       | 21.485    | 1,04%   | –     | –               |
| Ukupno glasova                     | –                       | 2.056.355 | 100,00% | –     | –               |